# Tandra Quinn
Tandra Quinn (n. 27 martie 1931, Los Angeles, California, SUA – d. 21 septembrie 2016, Panama City Beach⁠(d), Florida, SUA) a fost o actriță de film de la Hollywood și un model pin-up, activă mai ales în anii 1950.

## Filmografie selectivă
- Week-End at the Waldorf (1945) – elevă (nemenționată)
- Girls in the Night (1953) – Rose, o participantă la un concurs de frumusețe (nemenționată)
- Problem Girls (1953) – Judith
- Mesa of Lost Women (1953) – Tarantela
- The Neanderthal Man (1953) – Celia